# 彼德遜華麗雨林
彼德遜華麗雨林（學名：Poecilotheria vittata），是一种树栖狼蛛。它是斯里兰卡的特有物种。在世界自然保护联盟红色名录中，该物种被列为印度物种邁索爾華麗雨林 （P. striata）的异名。但在其他当地教科书和在线出版物中，它被作为一个单独的物种。截至2023年7月，此物種仍被世界蜘蛛名錄認定為原生於印度及斯里蘭卡兩地。

## 描述

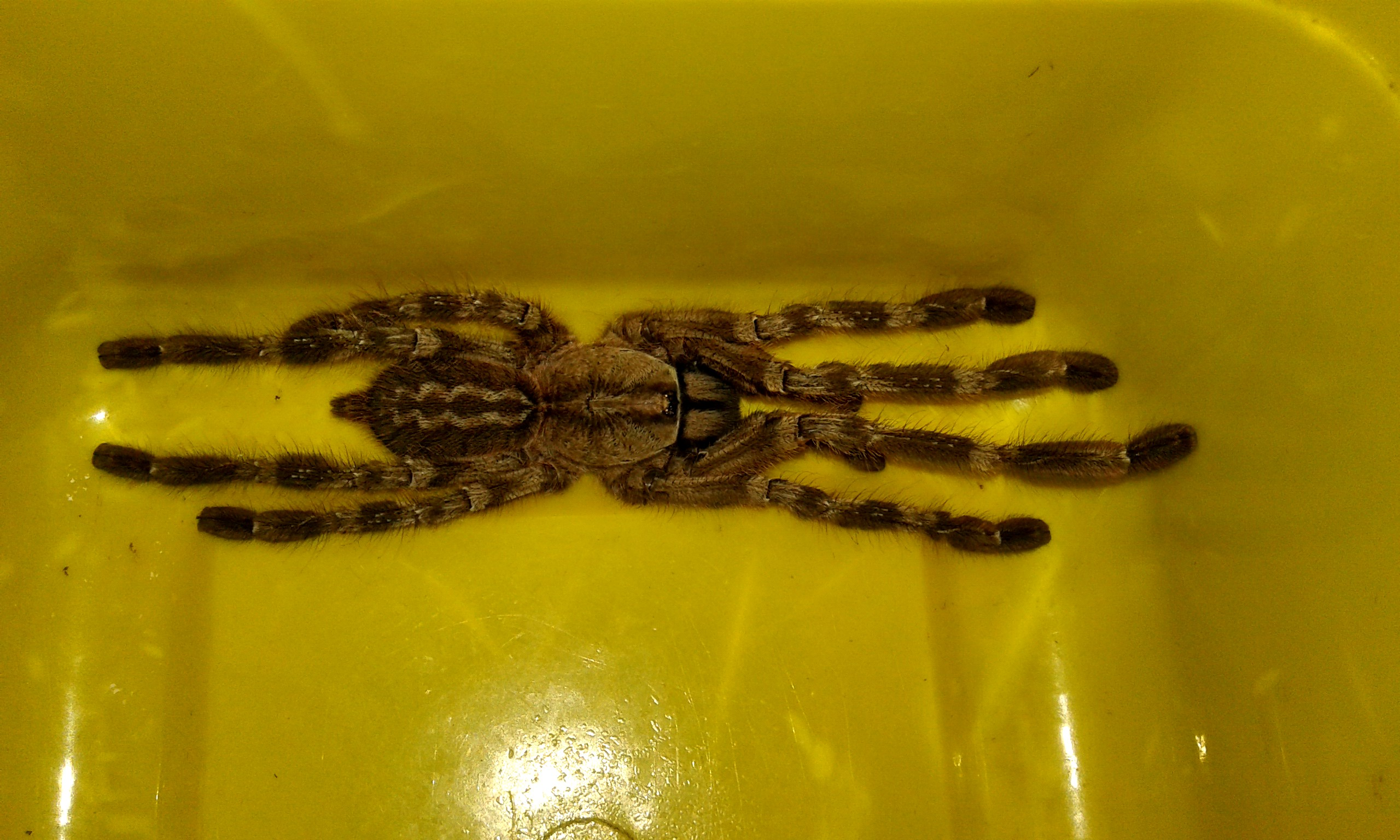
來自斯里蘭卡的標本

该种可通过股骨上突出的刷毛和第四对腿腹侧股骨上突出的深色三角形条纹与其他虎纹蛛鉴别。雄性体长约5 厘米，雌性体长约6-7 厘米。
雌性的背甲与斯里蘭卡華麗雨林（P. fasciata）相似。腹部的斑纹在与花序梗连接处的颜色稍深。胫骨下方有两行长圆形平行斑点。腿的中央为白色。第一和第二对腿的斑纹相同。髌骨为白色，上部有一条黑色断裂带。胫骨也是白色的。雄性全身背部呈绿褐色，斑纹不明显。腹部与雌性相似，但第四对腿的楔形斑纹更短，与远端黑带不融合。

## 生態
该物种仅限于斯里兰卡的东南部和少数北部地区。栖息于树洞、树皮下、岩石缝隙中，在人类居住区并不常见。与其他虎斑蛛相比，该物种性情温顺，但在受到极端干扰时会咬人。

## 外部連結
- Pedersen Ornamental （页面存档备份，存于）
- Feeding Poecilotheria vittata （页面存档备份，存于）
- Notes and Observations Regarding the Bite of Poecilotheria pederseni （页面存档备份，存于）
- Poecilotheria vittata in CITES （页面存档备份，存于）